# Keisuke Funatani
Keisuke Funatani (船谷 圭祐 Funatani Keisuke?), född 7 januari 1986, är en japansk fotbollsspelare.
I juni 2005 blev han uttagen i Japans trupp till U20-världsmästerskapet 2005.